# 三爺宮溪
三爺宮溪，舊稱三爺溪或三老爺宮溪，為二仁溪的一條支流，流經臺南市永康區及仁德區，名稱取自三甲三爺宮。近期由於沿岸民生及工業廢水大量排入，造成該地十分嚴重的環境污染問題。

## 形成
三爺宮溪原為鯽魚潭水域。清道光年間，南部地區曾發生一場暴雨，導致臺江內海大量淤積，而新港溪（今鹽水溪）與原鯽魚潭水路（網寮溪）亦受到阻礙，潭水無法流入鹽水溪，南岸仁德「絲線過脈」遭到沖斷，使潭水向南流出匯入二仁溪。鯽魚潭消失後，西側臺南臺地泉水不斷流入形成鯽魚潭溪，為今三爺宮溪的一部分。

## 水文
三爺宮溪源頭目前位置已不明，僅可於永康區大灣路942巷及942巷641弄發現溪水自地下箱涵向南流出，沿途匯聚其他支流，流至鯽潭橋北邊與太子廟溝匯流後即進入仁德區，經過國道一號臺南交流道後，向西南通過絲線過脈（中華醫事科技大學至五空橋之間），流經五空橋以西轉北形成曲流，最後於臺南市仁德區與南區及高雄市茄萣區交界處流入二仁溪。

## 主要橋樑

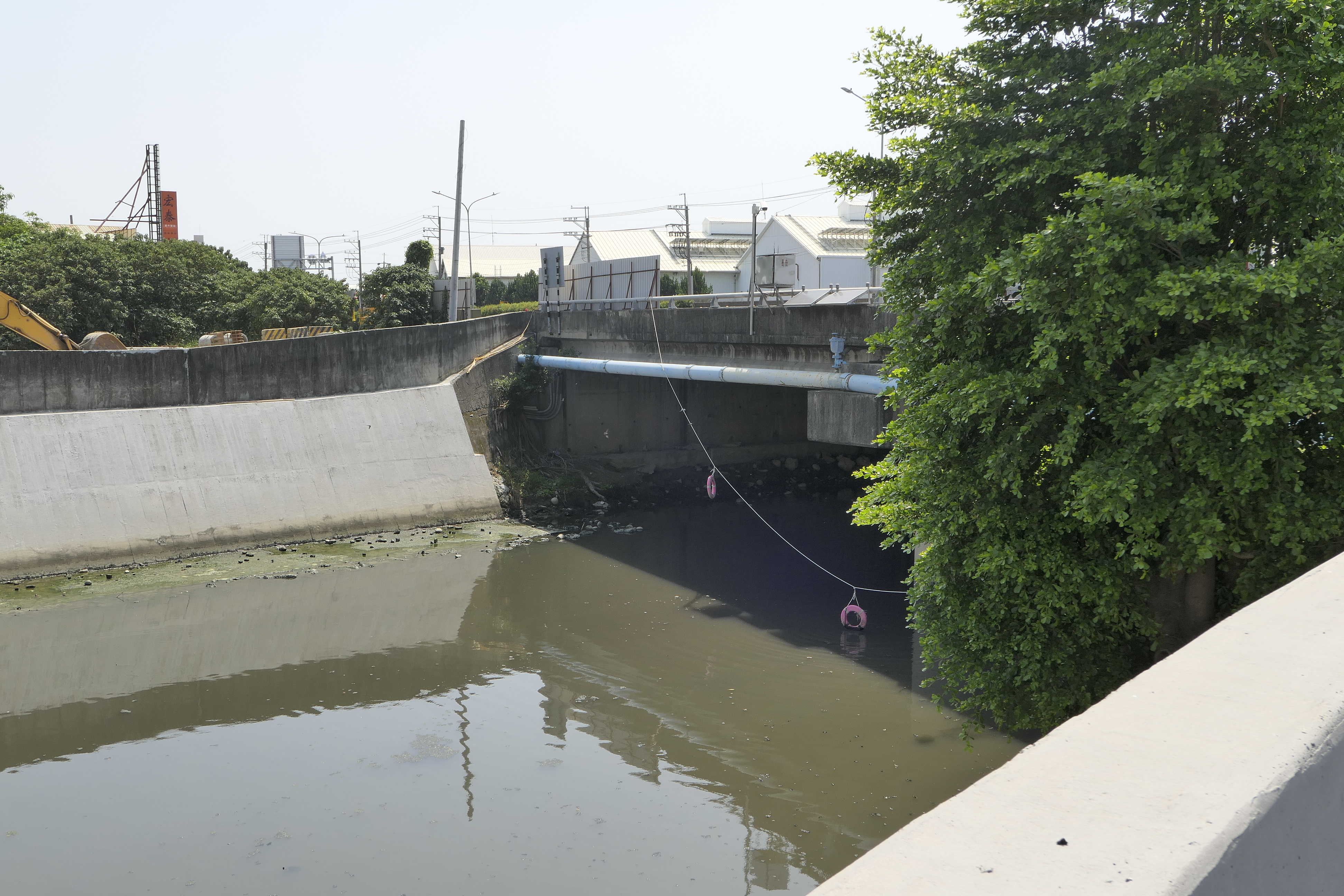
五空橋

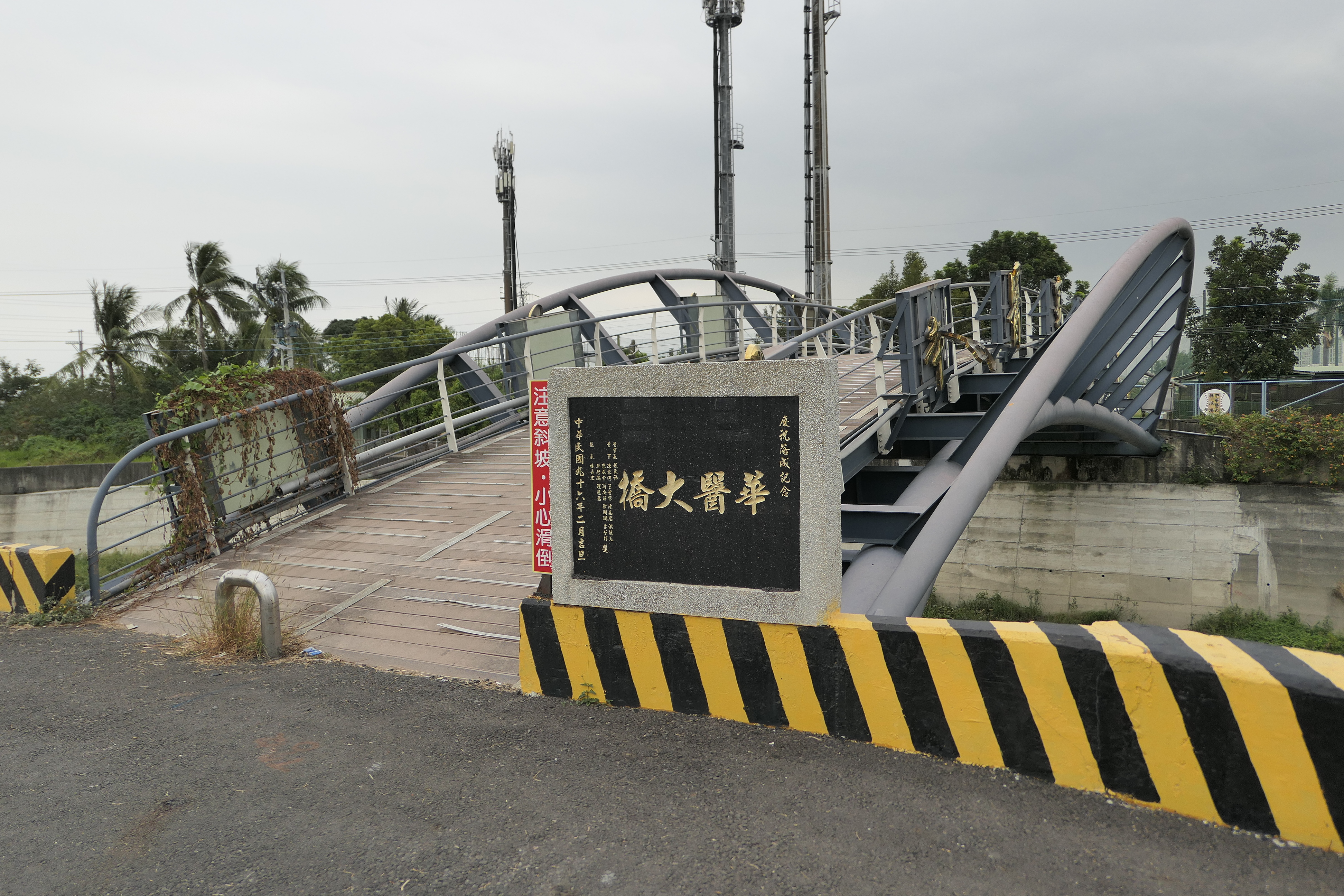
華醫大橋

以下由河口至源頭列出主流上之主要橋樑：
- 鯽魚橋（二仁溪水岸自行車道）
- 永寧橋（南147線）
- 三爺溪一號橋（台86線）
- 晉祥橋
- 三爺溪二號橋（台86線）
- 五空橋（台1線）
- 文賢橋（南352線）
- 鋼拱橋（台86線）
- 三爺宮溪橋（臺鐵縱貫線）
- 無名橋（仁德水資源中心聯外道路）
- 仁德二號橋（德洋二街）
- 仁德橋（民安路）
- 華醫大橋（中華醫事科技大學）
- 仁德一號橋
- 國道一號仁德交流道（國道一號）
- 萬代橋（市道182號）
- 鯽潭橋（太子路）
- 網寮橋（市道180號）
- 無名橋（大灣路942巷169弄）
- 無名橋（大灣路942巷371弄）
- 無名橋（大灣路942巷449弄）

## 現況
目前三爺宮溪已成為排水溝，也有大灣中排、大排之稱，水岸兩側已完全水泥化，時常有污水及惡臭等情況，沿岸也常發生淹水等災情。

### 污染
三爺宮溪目前為二仁溪支流中污染最為嚴重的溪流，由於流經人口密集地區與工業區，近年來大量廢水排入，及丟棄許多垃圾，水質自上游到下游都受到嚴重污染，不但重金屬污染超標，水面上時常泛著油光，還不時呈現紅、橘、紫或黑等顏色，自民國65年(1976年)之後，嘉南農田水利會也停止抽取三爺宮溪溪水做為灌溉水源，溪內毫無生命力，水族絕跡，且惡臭不斷。

### 水患
由於三爺宮溪流域位於古鯽魚潭上，地勢較為低窪，而近期大灣、歸仁地區發展快速，不但使河道寬度縮減且附近排水系統都導入其中，導致短時間的強降雨河道無法負荷，溪水暴漲且漫流出堤防，延岸大灣地區、仁德太子路、仁德太乙工業區、仁德交流道及中華醫事科技大學等地區，雨季常飽受淹水之苦。臺南市政府為了治水也規劃一系列的工程，例如於仁德交流道西南側興建仁德滯洪池，於下游興建分洪道，或是於上游興建抽水站等，但仍還是有淹水的情況發生。